# Camille Lambert

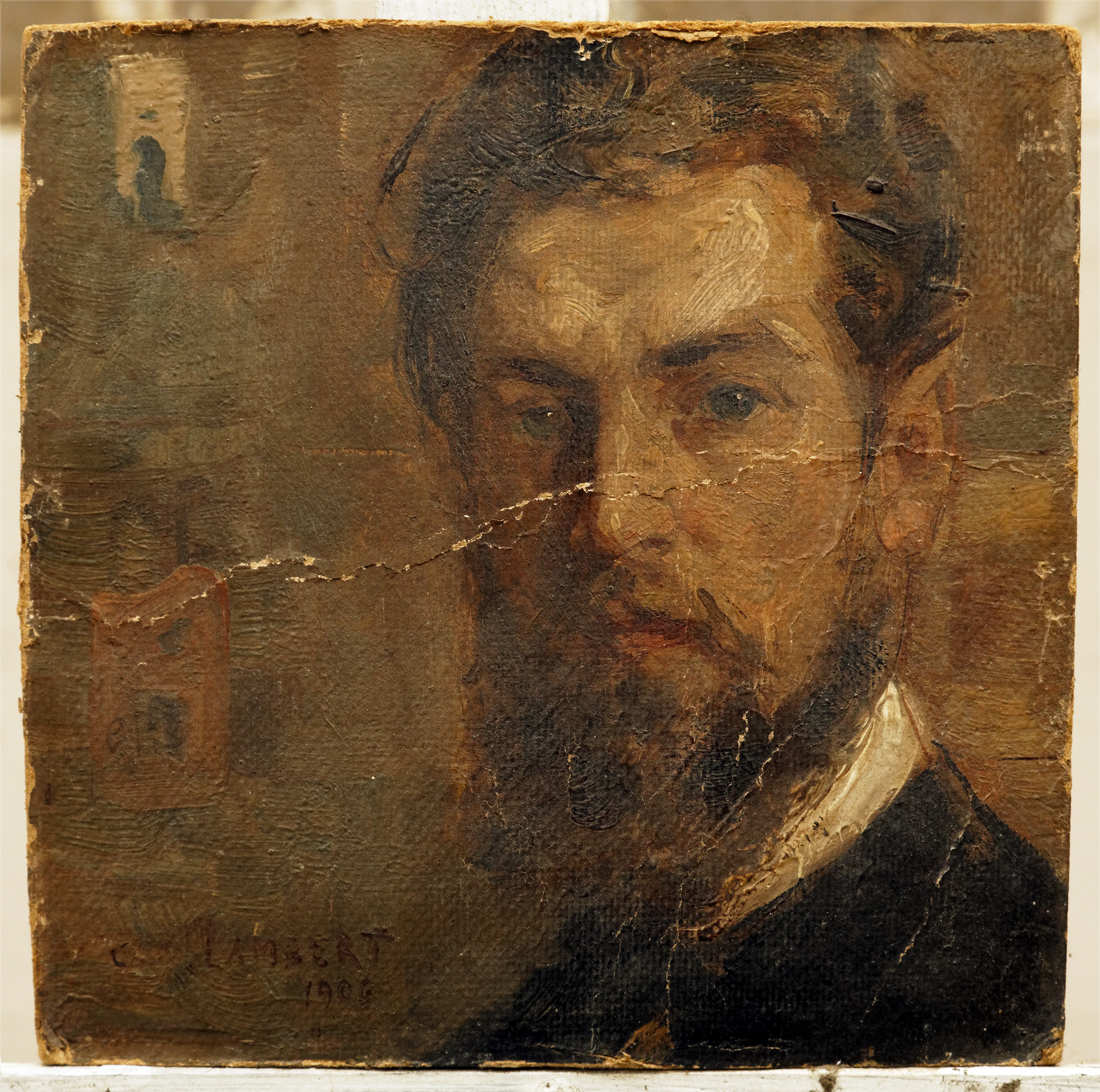
Zelfportrait van Camille Lambert

Camille Lambert (Camille-Nicolas Lambert) (Aarlen, 1874 – Juvisy-sur-Orge (Frankrijk), 10 september 1964) was een Belgisch kunstschilder. 

## Levensloop
Hij was leerling aan de Academies van Luik en Antwerpen. Hij eindigde tweede in de wedstrijd Romeprijs voor Schilderkunst in 1898 en derde in 1901 en 1904.
Hij schilderde portretten, genretaferelen en zeezichten. Hij werkte in olie en aquarel.
Lambert schilderde in de postimpressionistische geest, soms naar het luminisme toe. Zijn palet was kleurrijk. Zijn thema's licht en onbezorgd.
Lambert werd lid van de kunstenaarsvereniging “Labeur” en nam deel aan de salons van “Labeur”. Medeleden van ”Labeur" waren onder anderen : Richard Baseleer, Joseph Baudrienghien, J.Ernest Baümer (uit Deventer), Henri Binard, L.G. Cambier, André Collin, A. Cosyns, A. Daens, René de Baugnies, Jules De Bruycker, Alfred Delaunois, Léandre Grandmoulin, Victor Hageman, Jules Herbays, Jacques Madiol jr., Marten Melsen, Jules Merckaert, Maurice Nykerk, Auguste Oleffe, “Orpeus”, Henri Ottmann, Willem Paerels, Alexandre Robinson, Armand Rassenfosse, Ferdinand Schirren, Pol Stievenart, Louis Thevenet, Henri Thomas, Emile Thysebaert, Walter Vaes, Léon Vandenhouten, André Vanderstraeten, Eugeen Van Mieghem, Georges Van Zevenberghen, Carl Werlemann en Adolphe Wolff. Secretaris was Sander Pierron.
Hij was lid van de Cercle Artistique et Littéraire de Bruxelles, ook toen hij al in Frankrijk woonde. 
Lambert woonde voor de Eerste Wereldoorlog op de Boulevard de la Grande Ceinture 37 in Brussel, later Avenue des Rogations 29 in Brussel. Tijdens het interbellum was hij woonachtig in Juvisy-sur-Orge, 18 Avenue Gounod. Hij gaf er tekenles in de lagere school en ook aan de secundaire school Saint-Charles. In 1954 schonk hij zijn huis aan de gemeente met de expliciete bedoeling er een kunstacademie in onder te brengen. Hij overleed in 1964 na een lange, ernstige hersenstoornis.
Lambert was gehuwd met Amanda Laermans (+1940). Beide zijn begraven in Juvisy.

## Tentoonstellingen
- 1907: Salon 1907, Brussel: “Carnaval”, “De steenbakkers”
- 1913: Salle Forst, Antwerpen (individuele tentoonstelling)
- 1920: Salle Aeolian, Brussel (individuele tentoonstelling)
- 1921: “Exposition d’Art belge” in het Musée Galliera in Parijs: “Episode van de verschrikkingen van de Duitse bezetting”, “Dorpsfeest”, “Triomfantelijke intocht van de Koninklijke Familie in Brussel”
- 2008: Ballina Arts Centre, Ballina (Ierland): retrospectieve onder de titel “Ondes et miroirs”

## Musea
- Aarlen
- Luik
- Elsene
- Bergen
- Gemeentel. verzameling Juvisy s/Orge

- Bibliothèque nationale de France: cb12981597g (data)
- International Standard Name Identifier: 0000 0004 5093 4864
- RKD-Nederlands Instituut voor Kunstgeschiedenis: 47551
- Système universitaire de documentation: 057089868
- Union List of Artist Names: 500094764
- Virtual International Authority File: 99897400